# Olaus Sundius
Olaus Johannis Sundius, född 1612 i Sunds församling, Östergötland, död 15 januari 1665 i Västra Tollstads församling, Östergötlands län, var en svensk präst.

## Biografi
Olaus Johannis Sundius föddes 1612 i Sunds församling. Han prästvigdes 6 juli 1638 och blev samma år komminister i Linderås församling. Sundius blev 30 juni 1646 komminister i Sjögestads församling och 1656 blev han kyrkoherde i Västra Tollstads församling. Sundius avled 1665 i Västra Tollstads församling.
Sundius gifte sig med Ingiärd Christoffersdotter. Hon var dotter till kyrkoherde Christophorus Petri och Gertrud Andersdotter i Västra Tollstads församling. Hon hade tidigare varit gifte med kyrkoherden Samuel Johannis i Västra Tollstads församling. Efter Sundius död gifte Ingiärd Christoffersdotter om sig med kyrkoherden Hemingus Lotonius i Västra Tollstads församling.